# Atzara
Atzara est une commune italienne de 1 224 habitants située dans la province de Nuoro, dans la région Sardaigne.

## Géographie

Territoire de la commune d'Atzara (en rouge) sur une carte de la province de Nuoro (Sardaigne).

## Administration
| Période                                  | Période     | Identité             | Étiquette     | Qualité |
| ---------------------------------------- | ----------- | -------------------- | ------------- | ------- |
| 20 mai 2005                              | 30 mai 2010 | Alessandro Corona    | Centre-Droite |         |
| 31 mai 2010                              | en cours    | Walter Antioco Flora | Lista Civica  |         |
| Les données manquantes sont à compléter. |             |                      |               |         |

### Communes limitrophes
Belvì, Meana Sardo, Samugheo, Sorgono.

### Évolution démographique
Habitants recensés